# Janovics Jenő
Janovics Jenő (Ungvár, 1872. december 8. – Kolozsvár, 1945. november 16.) magyar színész, rendező, színigazgató, forgatókönyvíró. 
Kolozsvári színigazgatóként fontos szerepet játszott a Hunyadi téri színház építésében, illetve a nyári színkör kőszínházzá alakításában. Az 1911–1914 között rendezett, nagy sikert aratott drámaciklusai kiemelkedő jelentőségűek a magyar színház történetében. Az első világháború előtt és alatt a magyar filmgyártás egyik úttörője volt filmgyártó és mozitulajdonos vállalkozóként, filmesztétaként, rendezőként és forgatókönyvíróként. Filmstúdiójának bevételeiből a színházat támogatta egészen vagyonának elapadásáig. A trianoni békeszerződés után az állami és városi támogatás nélkül maradt magyar színjátszás új intézményeinek kiépítésére összpontosított. Műsorpolitikája miatt sokat támadták: a magyar nacionalisták a román darabok műsorra tűzése miatt léptek fel ellene, a román nacionalisták a magyar kultúra szervezésében játszott szerepét kifogásolták, a konzervatív polgárok a munkásoknak rendezett darabokat vetették a szemére. Zsidó származása miatt az 1930-as évek második felétől mellőzték; ekkor írta meg színháztörténeti visszaemlékezéseit. 1945-ben ismét átvehette a kolozsvári magyar színház igazgatását; az évadnyitás előkészületei közben hunyt el.

## Életpályája

### Családja és tanulmányai
Szegény sorsú zsidó család ötödik gyermekeként született. (Testvérei közül Sándor tisztiorvos, Budapest egészségügyi tanácsosa, Pál Az Est szerkesztője lett.) Hamarosan Budapestre költöztek, így az elemi iskolát már ott járta ki, majd a Horánszky utcai főreáliskolában tanult. Amellett, hogy minden osztályt kitűnő eredménnyel végzett, hatodikos korától minden évben elnyerte az önképzőkör irodalomtörténeti, illetve magyar nyelvészeti díját, valamint a legjobb komoly szavalónak és a legjobb víg szavalónak kitűzött díjat. Ezekkel a pénzjutalmakkal és magánórák adásával segítette szüleit és testvéreit. A Nemzeti Színház előadásaira Paulay Edétől kért és kapott ingyen belépőjegyet, egyes klasszikus darabokban statisztált is.
1891-ben kitűnő eredménnyel érettségizett, és szülei kívánságára beiratkozott a Műegyetemre. Emellett tanárai, Péterfy Jenő és Patthy Károly rávették a szüleit annak engedélyezésére, hogy a tehetséges fiú ezzel párhuzamosan a Színházművészeti Akadémia előadásait is látogathassa. Amikor a Színiakadémián az első év végén eredményei alapján engedélyt kapott, hogy rögtön a harmadik évfolyamra iratkozzon be, szülei is belenyugodtak pályaválasztásába. Tanárai közül kiemelendő Paulay Ede, Jászai Mari, Újházi Ede, Csiky Gergely, Alexander Bernát. Az Akadémiát 1894-ben végezte el, majd Miskolcon, Désen, Budán, Temesváron és Pozsonyban lépett fel.
1896-ban szerződött a Kolozsvári Nemzeti Színházhoz, és beiratkozott a helyi egyetem bölcsészkarára. Mivel ehhez görög érettségire is szüksége volt, a vizsgát pótlólag tette le a nagyváradi premontrei gimnáziumban. A színházban már az első év után rendezővé nevezték ki. Az egyetemen magyar–francia tanári diplomát, majd 1900-ban, Csiky Gergely realizmusa című tanulmányával esztétikai és filozófiai doktorátust szerzett. Ugyanennek az évnek a nyarán tanulmányutat tett Németországban, Londonban és Párizsban.

### Az első világháború előtt és alatt

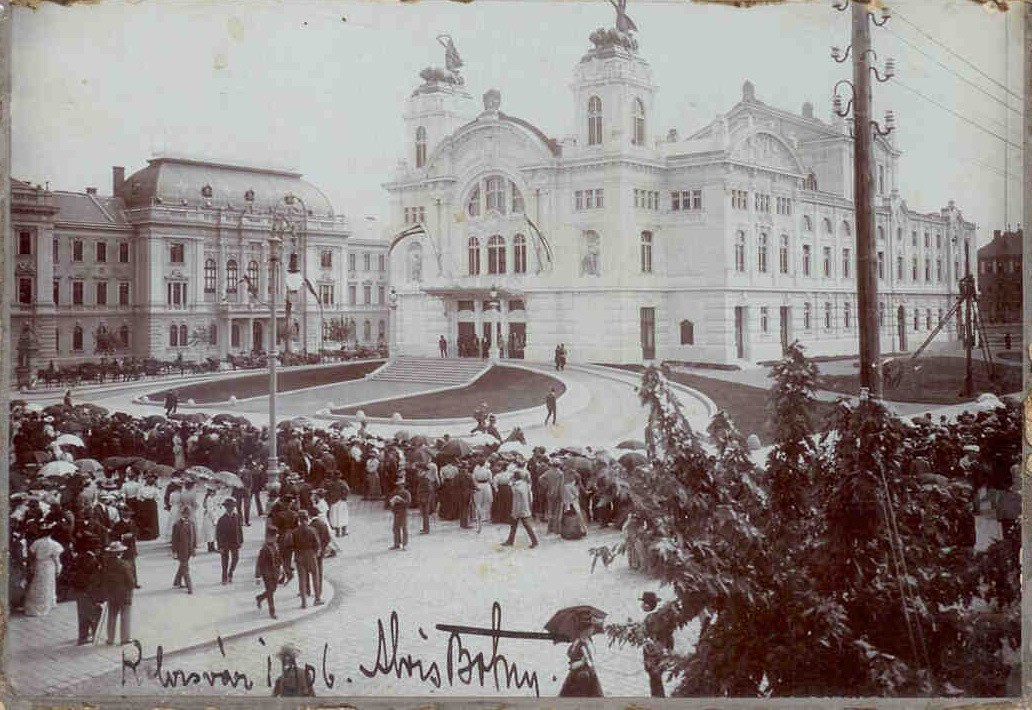
A Hunyadi téri színház megnyitása 1906. szeptember 8-án

1900 augusztusában a kolozsvári színház művészeti igazgatójává nevezték ki; ám egy év múlva, amikor a színház intendánsa, Bölönyi József politikai okok miatt lemondott, Janovics is elhagyta a színházat. Egy évig Bölönyi birtokán disszertációja második kötetén dolgozott, majd 1902-től három évig a szegedi társulat igazgatója volt.
1905 áprilisában a kolozsvári színház igazgatójává nevezték ki, így feladta szegedi állását, és április 23-án megkezdte működését a kolozsvári társulattal. Az első előadás Edmond Rostand: Cyrano de Bergeracja volt, ekkor még a Farkas utcai színházban. Vezetése alatt már az első évben is operaelőadásokra került sor, és 1906-ban, elsőként Magyarországon, megkezdte az ifjúsági előadások szervezését. Janovics vezetése idején épült meg a Kolozsvári Nemzeti Színház új, impozáns épülete a Hunyadi téren Fellner és Helmer tervei alapján, amelyet 1906. szeptember 8-án avattak fel. Janovics célja az volt, hogy az új épületben művészi színházat alakítson ki, és a könnyebb műfajú darabokat külön helyszínen mutassák be, ezért a sétatéri nyári színház deszkaépületét 1908–10-ben kőszínházzá alakíttatta át.
Az 1911–12-es évadban száz estén át huszonhét műből álló magyar drámatörténeti ciklust, 1912–13-ban antik drámaciklust, 1913–14-ben tizennégy műből álló, negyven előadásos Shakespeare-ciklust szervezett. A magyar drámatörténeti ciklus egyes darabjait Beöthy László meghívására Budapesten is előadták; a vendégszereplés nagy sikert aratott. Az erdélyi magyar színművészet és színházi élet szervezési munkáiban vállalt szerepének köszönhetően már ifjú színész korában bekerült a Színészegyesületi igazgatótanácsba, később pedig létrehozta az Erdélyi és Bánáti Színészegyesületet.
Ebben a korszakban indította el filmstúdióját is, amely 1914 és 1920 között hatvanöt némafilmet és öt moziszkeccset készített. A film anyagilag is sikeressé tette: országszerte huszonhat mozija és Kolozsváron tizenegy háza volt. 1914-ben Molière-ciklust tervezett, de ennek megvalósítása a háború kitörése miatt elmaradt. Miközben több fővárosi és az összes vidéki színház elbocsátotta a színészeket, Janovics nem engedte, hogy a mintegy 250 közreműködő munka nélkül maradjon, a színház továbbra is folyamatosan működött. Az éjszakai kijárási tilalmak idején sem szüneteltette az előadásokat, hanem korábbra helyezte a kezdési időpontot. A fronton harcolók családjának megsegítésére jótékonysági előadásokat szervezett, a katonának behívott színészek fizetését tovább folyósította. A háború alatt a személyes vagyonából biztosította a színház alkalmazottainak és nyugdíjasainak járandóságát, valamint a színház működéséhez szükséges díszletek, jelmezek, könyvek, technikai felszerelések beszerzését.
1918 őszén a forradalom kitörésekor a Nemzeti Tanács alelnökeként igyekezett megóvni a város rendjét és elkerülni a forradalom túlkapásait. Az 1918. december 22-én tartott kolozsvári magyar nemzetgyűlés az állandó magyar kormányzótanács elnökségi tagjává választotta, 25-én azonban a román hadsereg bevonulása új helyzetet teremtett; 1919. január és április között a hadtestparancsnok több ízben is egy-egy hétre betiltotta az előadásokat.

### A két világháború között

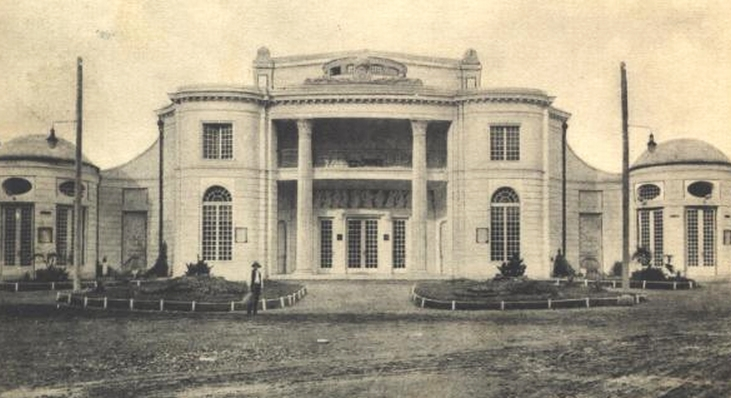
A nyári színkör épülete Janovics korában

1919. május 14-én a nagyszebeni román kormányzótanács nevében Onisifor Ghibu megjelent a színházban, hogy azt a többi állami tulajdonhoz hasonlóan átvegye. Janovics jegyzőkönyvbe vétette, hogy az épület nem állami tulajdon, mert az építkezés a Pesti Magyar Kereskedelmi Bank hiteléből épült, és a törlesztőrészleteket saját maga fizette; ennek ellenére a színház átvétele megtörtént. A színház a továbbiakban a román állami cenzúrának volt alávetve, ami számos klasszikus darab betiltásával járt; ugyanakkor helyet kellett adnia a különböző román állami társulatoknak is. Hosszas egyeztetések és számos jogi kifogás után augusztusban Janovics felajánlotta a kormányzótanácsnak, hogy átadja a színház épületét, amennyiben eladják vagy bérbe adják neki a Farkas utcai színházat, és biztosítják, hogy ott magyar színház működhessen. A kormányzótanács nem válaszolt erre a felvetésre, október 1-jén pedig feltétel nélkül birtokba vették a színházat, ami ellen Janovics hiába emelt óvást. Noha felkérték az intézmény művészeti vezetésére, Janovics ezt nem vállalta el, mivel ennek feltétele a hűségeskü letétele lett volna. A magyar társulatnak az előadások megtartását a nyári színkörben engedélyezték.
Ezt követően erőfeszítései az állami és városi támogatás nélküli magyar színjátszás új intézményi kereteinek kiépítésére irányultak. 1920-ban sikerült kétéves játékengedélyt szereznie Octavian Goga kultuszminisztertől az összes erdélyi magyar színház részére. A korábban a budapesti országos színészegyesület fiókjaként működő Erdélyi és Bánáti Színészegyesület 1920 szeptemberében önálló szervezetként alakult meg, és 1921-ben tartott első közgyűlésén Janovicsot választotta meg első elnökének; ezt a tisztséget 1923-ig látta el. 1922-ben, amikor Poór Lilit Aradon A kaméliás hölgy előadásán letartóztatták, és hiába járt közben az érdekében, Janovics két színésszel együtt megszöktette a rendőrségi fogdából, és Halló, itt Scarpia címen cikket jelentetett meg a letartóztatást elrendelő prefektus ellen. 1923-ban a budapesti Nemzeti Színház igazgatójává akarták kinevezni, de nem fogadta el, mondván: „Kimondhatatlanul hálás vagyok ezért a megtisztelésért, de nem tudom elszakítani a kapcsokat, amelyek engem Kolozsvárhoz kötnek. Erdélyben most nehéz harcot vív fennmaradásáért a magyar színház. Úgy érzem, hogy ebben a harcban reám ott szükség van. Hagyjanak engem ott. Itt találnak sokkal méltóbbat a Nemzeti Színház vezetésére.” A kolozsvári színház anyagi gondjainak megoldására saját vagyonát használta fel, de támogatta Erdély más színházait is, így egy évtized múlva már adósságok terhelték. 1928. augusztus 29-én házasságot kötött Poór Lilivel. 1932-ben átengedte a színház vezetését a Bánffy Miklós vezette Színpártoló Egyesületnek, ő maga főrendezőként tevékenykedett 1932-ig.
Ezekben az években Kádár Imrével és Imre Sándorral a színházi szemlélet korszerűsítésére törekedett, így expresszionista stílusban rendezett, a színházban is használta a film eszköztárát, eredeti szemléletben rendezte Shakespeare-t. Megállapodott a szakszervezetekkel, hogy a munkások részére bevezető előadással mutat be Shakespeare-, Ibsen-, Strindberg-, Anatole France- és G. B. Shaw-darabokat. 1923-ban, 1924-ben és 1930-ban pályázatokat írt ki eredeti drámák írására, amelyeken többek között Karácsony Benő, Gulácsy Irén, Benamy Sándor és Tamási Áron vettek részt. A román–magyar kulturális közeledés érdekében klasszikus és kortárs román írók (Ion Luca Caragiale, Victor Eftimiu, Ion Minulescu, Lucian Blaga, Nicolae Iorga stb.) darabjait mutatta be, és bukaresti vendégszereplésre vitte a kolozsvári magyar társulatot. Műsorpolitikája miatt számos támadás érte: a magyar nacionalisták a román darabok műsorra tűzése miatt lépek fel ellene, a román nacionalisták a magyar kultúra szervezésében játszott szerepét kifogásolták, a konzervatív polgárok a munkásoknak rendezett darabokat vetették a szemére.
1932-ben megvált a színháztól, és színházi vonatkozású tanulmányok és cikkek írásával foglalkozott. A kolozsvári Unió szabadkőműves páholy főmestereként fontos szerepet játszott a nagybányai Humanitás páholy megalapításában. 1936-ban több régi rendező- és színésztársával (Imre Sándor, Fekete Mihály, Tőkés Anna, Táray Ferenc, Ihász Aladár, Földényi László, Solthy György) megszervezte a Szegedi Szabadtéri Játékokat, és ott nagy sikerrel rendezte meg Az ember tragédiáját és Herczeg Ferenc Bizánc című drámáját. Ezt követően Szeged városa a Szabadtéri Játékok művészeti vezetésével bízta meg, 1939-ig.

### A második világháború alatt és után

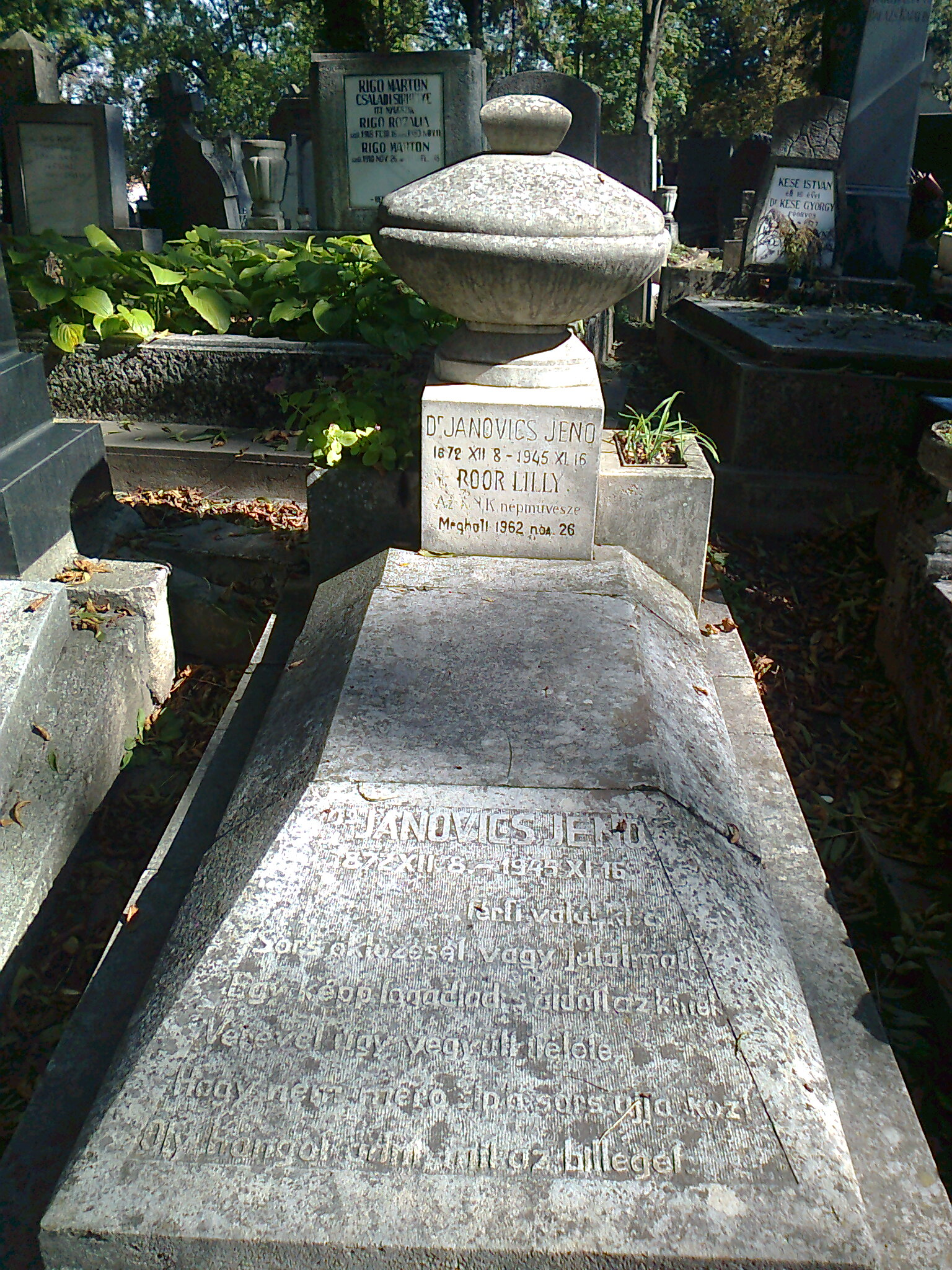
Feleségével közös sírja a Házsongárdi temetőben

Noha 1895-ben református vallásra tért át, és egész életét a magyar kultúrának szentelte, nem mentesült a zsidótörvények hatálya alól. A második bécsi döntés után származása miatt nem őt nevezték ki a visszakapott színház igazgatójának. Az Egyetemi Könyvtárban 1941. november 9-én, a színház díszelőadásának napján megnyitott Erdélyi zene- és színművészeti kiállításon Janovics személyét és tevékenységét teljességgel kihagyták. Bandi nevű öccsét a nyilasok agyonlőtték, ő maga keresztény feleségével 1943-ban (más források szerint 1944 tavaszán) Budapestre utazott, ahol barátaik bújtatták őket.
1945 tavaszán Kőmíves Nagy Lajost követte a Városi Színház nevű, 1944 októberében létrehozott magyar nyelvű színtársulat élén. 1945. január 20-án újra átvehette a Hunyadi téri színház igazgatását, de csak október 21-ig maradhattak az épületben, utána ismét a volt nyári színkörbe kellett költözniük. A Bánk bán-bemutató előkészületei közben, az évadnyitás napján érte a halál. Sírja a házsongárdi temetőben található, Székelyné Ungár Anikó sírjának a helyén.

## Munkássága

### Színigazgatóként és színházi rendezőként
A Magyar színházművészeti lexikon értékelése szerint „Mint rendező és színházigazgató a hagyományokat és az újításokat ötvözte, de mindig hű maradt a humánus eszményekhez. A tízes és a húszas években rendezett drámaciklusai, ifjúsági és munkásmatinéi, pl. az Erdélyi magyar drámaciklusok színháztörténeti jelentőségűek.” Célja volt, hogy komoly, a legújabb irodalmi és színházi fejleményekre is fogékony, értő közönséget neveljen. Szívesen rendezett Molière-t, Shakespeare-t, görögöket és magyar klasszikusokat, de nyitott volt az új magyar drámára is. Ifjúsági előadásokat indított, bevonta a város fiatal diákságát, akiket korán elkezdett arra nevelni, hogy tudatos, színházszerető és -értő közönséggé válhassanak.
Igazgatása alatt a kolozsvári színház úttörővé vált a magyar színházi életben, sokszor Budapestet is megelőzve, erősen művészszínházi (közönségnevelő) törekvéseivel. Játékrendjén szerepeltek a korszerű európai drámatörekvések képviselői (Georg Kaiser, Čapek, Wedekind), s merész rendezéseivel új kapcsolatot teremtett színpad és közönség között, kora stílusirányait, főként Max Reinhardt tanait alkalmazva, de színészek erőszakos elnyomása nélkül; ebben az értelemben Sztanyiszlavszkijhoz állt közel. A Bánk bán (1911) és Az ember tragédiája (1913) rendezése során szakított a hagyományos értelmezéssel, és a kritikai realizmus eszköztárát használva, előbbiben Tiborcot, utóbbiban Lucifert állította az előadás középpontjába.
Főbb rendezései
- Katona József: Bánk bán
- William Shakespeare: Hamlet
- Madách Imre: Az ember tragédiája
- August Strindberg: Mámor
- Lengyel Menyhért: Tájfun
- Frank Wedekind: A tavasz ébredése
- Csiky Gergely: Buborékok
- Lucian Blaga: Zamolxe

### A filmművészetben

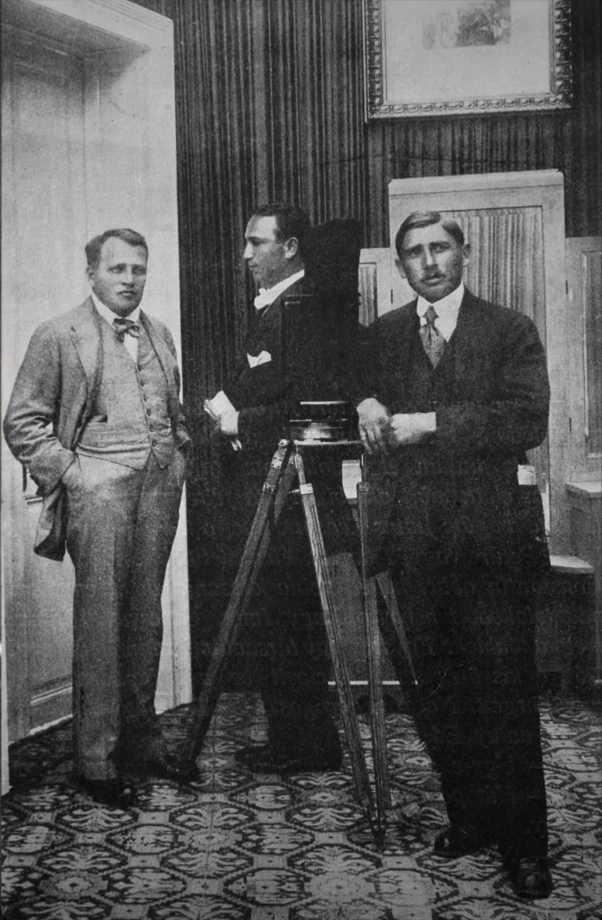
balról: Janovics Jenő, Kertész Mihály és Korda Sándor Kolozsváron 1915-ben

A magyar filmgyártás egyik úttörője volt filmgyártó és mozitulajdonos vállalkozóként, filmesztétaként, rendezőként és forgatókönyvíróként egyaránt. Már 1907-ben végzett utcai forgatásokat. 1912-ben megalapította a Corvin filmvállalatot, amely 1913-ban a francia Pathé céggel együtt készítette a világsikerű Sárga csikó című filmet. Utóbb Janovics stúdiója Proja Filmgyár néven egyesült a német Projectograph céggel. A háború alatt Corvinra, majd Transsylvaniára átkeresztelt filmstudió fennállásának öt éve alatt hatvanöt némafilmet készített; a bevételekből a színházat finanszírozta. A kor divatjától eltérően művészfilmek gyártására törekedett, mégpedig sajátos erdélyi színezettel; ezt a célkitűzését jeles irodalmi alkotások és sikeres népszínművek megfilmesítésével kívánta elérni. Különös hangsúlyt fektetett a színháztól való eltávolodásra, a film saját eszközeinek használatára. Számos felvételt külső helyszínen forgattak, részben a saját műterem hiánya, részben elvi meggondolások miatt, így például a Bánk bán egyes jelenetei a szentbenedeki Kornis-kastélyban, a Havasi Magdolna külső felvételei pedig a Tordai-hasadékban készültek. Kolozsvárra hozta Kertész Mihályt, utána Garas Mártont, majd egy évig Korda Sándort, aki itt alapozta meg világhírét. 1917-től kezdve a legtöbb filmet ő maga és Fekete Mihály rendezte. Az 1920-as éveket követően számos javaslatot tett a filmgyártás újjászervezésére, de elképzelései nem valósultak meg.
Filmjeinek jegyzéke
- A dollárkirálynő lánya, 1913 – rendező, forgatókönyvíró
- Sárga csikó, 1913 – forgatókönyvíró
- Bánk bán, 1914 – forgatókönyvíró, színész
- A kölcsönkért csecsemők, 1914 – forgatókönyvíró
- A tolonc, 1914 – forgatókönyvíró
- Éjféli találkozás, 1915 – forgatókönyvíró
- Havasi Magdolna, 1915 – forgatókönyvíró
- A kormányzó, 1915 – színész
- Leányfurfang, 1915 – rendező
- Liliomfi, 1915 – rendező, forgatókönyvíró
- Vergődő szívek, 1915–1916 – rendező, forgatókönyvíró
- Ártatlan vagyok!, 1916 – rendező
- A dolovai nábob lánya, 1916 – rendező, forgatókönyvíró, színész
- A gyónás szentsége, 1916 – rendező, forgatókönyvíró, színész
- Méltóságos rabasszony, 1916 – rendező, forgatókönyvíró
- Mesék az írógépről, 1916 – színész
- A peleskei nótárius, 1916 – rendező, forgatókönyvíró
- Petőfi-dalciklus, 1916 – rendező, forgatókönyvíró
- Baccarat, 1917 – rendező, forgatókönyvíró
- Ciklámen, 1917 – rendező, forgatókönyvíró
- Csaplárosné a betyárt szerette, 1917 – rendező
- A Gyurkovics lányok, 1917, forgatókönyvíró
- Falusi Madonna, 1917 – rendező, forgatókönyvíró
- Hotel Imperial, 1917 – rendező
- A megbélyegzett, 1917 – rendező
- Nehéz szerep, 1917 – rendező
- A névtelen asszony, 1917 – rendező, forgatókönyvíró
- Sergius Panin, 1917 – rendező, forgatókönyvíró
- A szerzetes, 1917 – rendező, forgatókönyvíró
- A tanítónő, 1917 – rendező
- Az utolsó éjszaka, 1917 – rendező, forgatókönyvíró
- A vasgyáros, 1917 – rendező, forgatókönyvíró
- A vén bakancsos és fia, a huszár, 1917 – forgatókönyvíró
- Andor, 1918 – rendező, forgatókönyvíró
- Asszonyi eskü, 1918 – rendező
- A feleség, 1918 – rendező, forgatókönyvíró
- Lila test, sárga sapka, 1918 – rendező, forgatókönyvíró
- A medikus, 1918 – rendező
- Sarah grófnő, 1918 – rendező, forgatókönyvíró
- A szerelem haláltusája, 1918 – rendező, forgatókönyvíró
- Tisztítótűz, 1918 – forgatókönyvíró
- A vadorzó, 1918 – rendező
- A két árva, 1920 – rendező
- Világrém, 1920, forgatókönyvíró, rendező

### Színészként

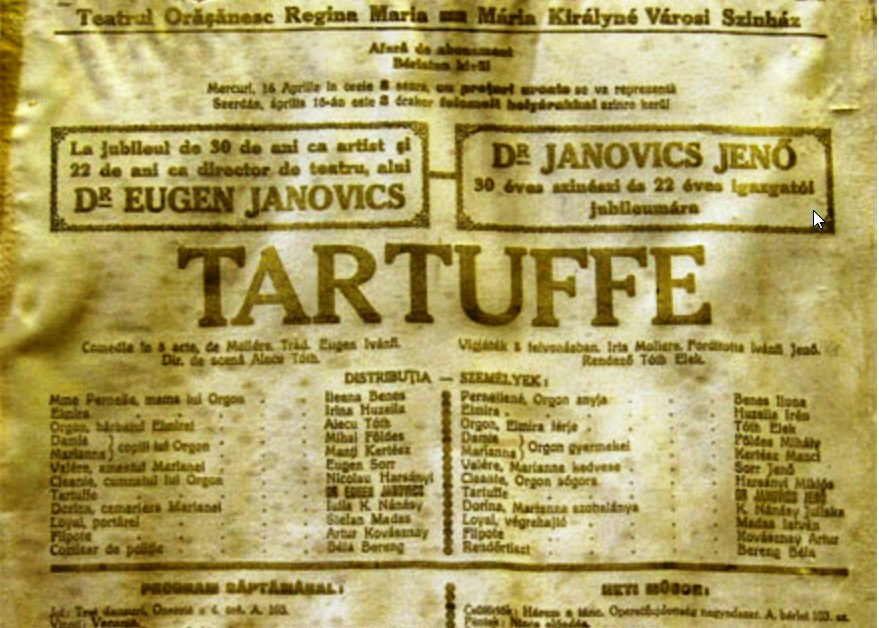

Pályakezdésének éveit leszámítva alig néhány nagy szerepet játszott (Hamlet, Tartuffe, Biberach, Dr. Tokerame). Egy-egy ilyen szerepet hosszú időn át, aprólékosan dolgozott ki: a Tartuffe-öt például 1899-ben játszotta először, és akkor is foglalkozott a szereppel, amikor a darab nem volt műsoron. 1915-ös alakítása a magyar színjátszás egyik legnagyobb Tartuffe-ja. Ugyanígy évtizedeken át fejlesztette Biberach szerepét (Bánk bán). Színészi pályafutásának csúcsa a Hamlet volt. Intellektuális színészként szerepeit gondosan megválogatta, mellőzött minden szertelenséget, a hatásokat precízen kiszámította, az általa megformált szereplő fizikai mozgása mindig teljes összhangban volt gondolkodásával és érzelmi életével.

### Színházi szakíróként
A magyar drámairodalomról két jelentős könyvet írt (Csiky Gergely élete és művei, illetve A magyar dráma irányai); mindkettőben Taine környezetelmélete alapján a társadalom fejlődését követve írta le Csiky és a társadalmi színmű fejlődését, illetve a drámairodalom kialakulását és fejlődését. Az 1940-es években, kényszerű visszavonulása idején írta meg visszaemlékezéseit (A Farkas utcai színház és A Hunyadi téri színház – ez utóbbi 2001-ig kéziratban maradt).
Kötetben megjelent művei mellett számos tanulmányt és cikket írt, amelyek a Magyar Színpad, Színészeti Közlöny, Kolozsvári Lapok, A fáklya, Magyar Figyelő, Pesti Napló, Napkelet, Keleti Újság, Ellenzék, Színészek Lapja, Újság, Színház és Társaság, Cultura, Nagyvárad, Független Újság, Nagyváradi Napló, Pásztortűz, Színházi Világ, Színészek Lapja, Aradi Közlöny, Brassói Lapok, Magyar Nemzet, Pesti Hírlap, Új idők, Mozihét, Filmkultúra, Erdélyi Szemle hasábjain jelentek meg. Ezek közül az 1920–1922 között Kolozsváron megjelenő Napkeletnek főmunkatársa volt. „A Sztáray Mihály-, Csokonai-, Vörösmarty-, Nagy Ignác-, Szigligeti-, Dóczy-, Herczeg-bemutatók előtti bevezető előadások és tíz Shakespeare-darabról tartott előadása irodalmi gyöngyszemek.”
Könyveinek jegyzéke
- Csiky Gergely élete és művei I–II. Kolozsvár: Gombos Ferenc könyvnyomdája. 1900–1902.
- A magyar dráma irányai. Budapest: Benkő Gyula könyvkereskedése. 1907.
- A magyar dráma fejlődése: A Kolozsvári Nemzeti Színház által rendezett drámatörténelmi sorozatos előadások bevezető beszédei. Budapest: Országos Irodalmi és Közművelődési Szövetség. 1913.
- A Farkas utcai színház. Budapest: Singer és Wolfner. 1941.
- A Bánk bán nyomában. Kolozsvár: Különlenyomat az Erdélyi Múzeum 1942. évfolyamának 1. számából
- A Hunyadi téri színház. Kolozsvár: Korunk Baráti Társaság. 2001.   (1942-es kézirat)

## Emlékezete
Benczédi Sándor által készített mellszobra – amelyet „kizsákmányoló” voltára tekintettel egy időre eltávolítottak a Kolozsvári Állami Magyar Színház előcsarnokából – ismét eredeti helyén áll.
2002-ben a Pordenonei Némafilm Fesztiválon külön szekciót szenteltek filmjeinek. 2011-ben Zágoni Bálint Janovics Jenő, a magyar Pathé címmel forgatott dokumentumfilmet. 2014-ben jelent meg Zakariás Erzsébet háromnyelvű (román, magyar, angol) könyve Janovics, az erdélyi Hollywood megteremtője címmel. 2015-ben a Kolozsvári Magyar Opera többnapos rendezvényt szervezett Janovics Jenő halálának 70. évfordulója alkalmából.